# عایق‌سازی بهینه

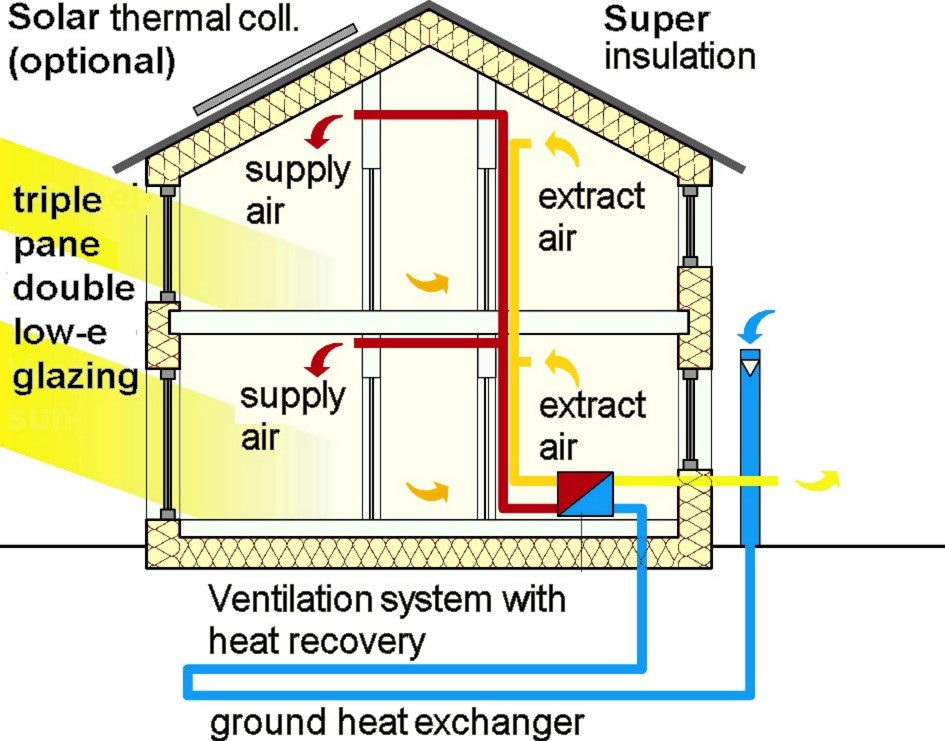
The خانه غیرفعال standard combines superinsulation with other techniques and technologies to achieve ultra-low energy use.

عایق سازی بهینه رویکردی در طراحی، ساخت، تقویت و مقاوم‌سازی ساختمان است که به نحو چشمگیری از اتلاف گرما می‌کاهد و با استفاده از مقادیر زیاد عایق سازی و مقاوم‌سازی در برابر ورود هوا بیش از مقدار عادی در انرژی صرفه‌جویی می‌نماید. عایق‌ سازی بهینه یکی از اجداد رویکرد منزل کنش پذیر است.

## تعریف
هیچ تعریف مدونی دربارهٔ عایق سازی بهینه وجود ندارد. اما ساختمان‌هایی که به‌طور بهینه عایق سازی شده‌اند،
عموماً شامل ویژگی‌های زیر هستند:
مقدار بسیار زیاد عایق سازی (معمولاً دیوارها 40 pRi و سقف 60 Rip که با مقادیر 0.15 SI U و W/(m2k)0.1 هر کدام به‌طور جداگانه یکسان است).
- حصول اطمینان از ادامهٔ عایق کاری در محل اتصال دیوارها به سقف، فونداسیون‌ها و سایر دیوارها
- نفوذ ناپذیر ساختن هوا به ویژه در اطراف درها و پنجره‌ها
- داشتن سیستم تهویهٔ بازیافت گرما برای فراهم کردن هوای تازه
- عدم وجود پنجره‌های بزرگ در هر جهت
- ایجاد سیستم عادی گرمایش بسیار کوچکتر از انواع عادی آن، گاهی فقط یک بخاری پشتیبان کوچک

نیسون و دات (۱۹۸۵) پیشنهاد کردند که اگر هزینهٔ گرمایش فضا کمتر از هزینهٔ گرمایش آب باشد، منزل می‌تواند به صورت عایق سازی بهینه توصیف گردد.

## نظریه
از یک منزل بهینه عایق سازی شده انتظار می‌رود که نیازهای گرمایشی بسیار کمتری داشته باشد و حتی می‌تواند با منابع گرمایشی عمدتاً طبیعی و ذاتی (گرمای هرز شده که توسط وسایل منزل و گرمای بدن ساکنین آن تولید می‌شود) به همراه مقدار بسیار اندکی از گرمای پشتیبان گرم می‌شود. کارکرد این مورد حتی در آب و هوای بسیار سرد به اثبات رسیده است؛ اما نیاز به توجه ویژه به جزئیات ساخت علاوه بر عایق سازی بهینه دارد.

## تاریخچه
اصطلاح عایق سازی بهینه توسط "وین شیک" در نهضت شهرسازی دانشگاه ایلینوی ابداع شد. وی در سال ۱۹۷۶ بخشی از یک تیم بود که طراحی خاصی به نام منزل " cal-lo" را به ظهور رساند که بااستفاده از شبیه‌سازی‌های رایانه‌ای بر اساس آب و هوای مدیسون ایالت ویسکانسین انجام داد. چندین خانه، دوبلکس و آپارتمان بر طبق اصول cal-lo درنهضت شهرسازی در ایالت ایلینوی در دههٔ ۱۹۷۰ ساخته شد.
در سال۱۹۷۷ "خانهٔ ساسکاچوان" در رجینای ساسکاچوان توسط گروهی متشکل از چند بنگاه دولتی کانادایی ساخته شد. این نخستین خانهٔ ساخته شده بود که ارزش عایق سازی بهینه را به مردم نشان می‌داد و توجه بسیاری را جلب کرد. این ساختمان شامل پانل‌های خورشیدی لوله‌های تخلیهٔ آزمایشی بود اما بکار نیامد و پس از مدتی برداشته شد.
در سال ۱۹۷۷ "خانه لگر" توسط "یوجین لگر " در پپرل شرقی ایالت ماساچوست ساخته شد. این خانه ظاهر عادی تری نسبت به "خانهٔ ساسکاچوان" داشت و از اقبال عمومی گسترده‌ای برخوردار شد.
توجه عموم مردم به «خانهٔ ساسکاچوان» و «خانهٔ لگر» بر سایر سازندگان تأثیر گذاشت و منازل دارای عایق سازی بهینهٔ زیادی در طول سال‌های بعد ساخته شد. این خانه‌ها بر «ولفگانگ فیست» نیز در حالی که در حال پایه‌ریزی استانداردهای خانه‌های کنش پذیر بود، تأثیر گذاشت.

## تقویت و مقاوم‌سازی
تقویت عایق سازی در منازل یا ساختمان‌های موجود امکانپذیر و به‌طور فزاینده‌ای مطلوب شده‌است. معمولاً آسان‌ترین راه، اضافه کردن لایه‌های عایق بیرونی سخت پیوسته است و گاهی با ساخت دیوارهای خارجی جدید امکان‌پذیر می‌شود که فضای بیشتری برای عایق سازی فراهم کنند. یک سد بخار را می‌توان در بخش خارجی چارچوب اصلی نصب کرد، اما ممکن است نیاز نباشد. سد هوای پیوستهٔ ارتقا یافته یک جزء با ارزش برای افزودن است، زیرا خانه‌های قدیمی مستعد نمناکی هستند و چنین سد هوایی می‌تواند برای دوام و صرفه جویی انرژی مهم باشد. در هنگام اضافه کردن سد بخار، همچنانکه می‌تواند خشک کردن رطوبت اتفاقی را کم کند، یا حتی باعث بروز رطوبت تابستانی (در آب و هواهایی با تابستان‌های مرطوب) و در نتیجه ایجاد کپک و قارچ می‌گردد. این امر ممکن است سبب بروز مشکلات بهداشتی برای ساکنان شود و ساختار ساختمان را تخریب نماید. سازندگان بسیاری در شمال کانادا از رویکرد سادهٔ ۱/۳ تا ۲/۳ استفاده می‌کنند و سد بخار را بیرون تر از ۱/۳ مقدار R بخش عایق شدهٔ دیوار قرار نمی‌دهند. این روش عمدتاً برای دیوارهای داخلی که دارای مقاومت کم یا بدون مقاومت بخار هستند، با ارزش است (مثلاً از عایق فیبری استفاده می‌کنند و این امر نشت و نفوذ نم و هوا را علاوه بر انتشار بخار کنترل می‌کند. این رویکرد اطمینان خواهد داد که نمناکی به وجود نخواهد آمد یا درون سد بخاردر طول فصل سرما رخ نخواهد داد.
قانون ۱/۳: ۲/۳ اطمینان می‌دهد که دمای سد بخار زیر دمای نقطهٔ شبنم در دمای داخلی نخواهد رفت و تا حد امکان مشکلات رطوبت درهوای سرد را به حداقل می‌رساند. مثلاً در دمای معمولی اتاق با ℃ ۲۰ (℉۶۸) دمای سد بخار تنها ℃۳/۷
(۴۵℉) می‌رسد در حالی که دمای بیرون℃ ۱۸ – (℉۱-) است. دمای نقطهٔ شبنم درون منزل به احتمال زیاد در حدود ℉۰ (℉۳۲) است هنگامی که دمای بیرون بسیار کمتر از دمای پیش‌بینی شدهٔ سد بخار است و به این ترتیب قانون ۱/۳: ۲/۳ کاملاً محافظه کارانه است. برای مناطق آب و هوایی که اغلب℃ ۱۸ – را تجربه نمی‌کنند، قانون ۱/۳: ۲/۳ باید به ۴۰:۶۰٪ یا ۵۰ :۵۰٪ اصلاح شود. همان‌طور که دمای نقطهٔ شبنم هوای اتاق مبنای مهمی برای این قوانین است، ساختمان‌هایی با رطوبت داخلی زیاد در طول فصول سرد (مانند موزه‌ها، استخرها، خانه‌های نمناک یا دارای تهویهٔ نامناسب) ممکن است نیاز به قواعد متفاوتی داشته باشند همچنانکه ساختمان‌هایی با محیط داخلی خشک‌تر (مانند ساختمان‌های دارای تهویهٔ زیاد و انبارها) می‌توانند از قواعد متفاوتی استفاده کنند. کد مسکونی بین‌المللی 2009 (IRC) حاوی قواعد جدیدتری برای راهنمایی انتخاب عایق در فضای بیرونی منازل جدید است که همچنین می‌توان برای تقویت و مقاوم‌سازی خانه‌های قدیمی بکار برد.
ساختمان نفوذپذیر به بخار که بیرون دیوار اصلی آن پوشیده شده‌است، کمک می‌کند که باد به داخل نفوذ نکند و بخش بیرونی آن خشک باشد. نمد آسفالتی و محصولات دیگری مانند محصولات بر پایهٔ پلیمر نفوذ پذیر برای این منظور در دسترس هستند و معمولاً برای مانع مقاوم به آب یا صفحهٔ زهکش به صورت دوبل بکار می‌روند. مقاوم‌سازی‌های داخلی در جایی که مالک خواهان حفظ نمای قدیمی بیرونی است، یا جایی که الزام عقب‌نشینی، فضایی را برای مقاوم‌سازی خارجی باقی نگذارد، امکان‌پذیر است. نصب سد هوا دشوارتر است و عایق گرمایی پیوسته به خطر می‌افتد (به دلیل تقسیم‌بندی‌های زیاد، کف ونفوذ نم سرویس‌ها)، مجموعهٔ دیوارهای خارجی در هوای سرد قرار می‌گیرند و به این ترتیب برای رطوبت مستعد تر شده و آهسته‌تر خشک می‌شوند. ساکنان نیز در معرض تخریب‌های عمده هستند و منزل با فضای دا خلی کمتری باقی می‌ماند.
رویکرد دیگر استفاده از روش ۱/۳ تا ۲/۳ که در بالا ذکر شد، است که طی آن نصب یک تأخیر انداز بخار در بخش داخلی دیوار موجود و افزودن عایق و پشتیبانی سازه در بخش داخلی است. در این روش تأسیسات (مانند برق، تلفن، کابل و لوله کشی) را می‌توان در این فضای دیوار جدید بدون نفوذ سد هوا اضافه کرد. کاربرد موانع بخار پلی اتیلنی به جز در مناطق آب و هوایی بسیار سرد خطرناک هستند زیرا توانایی دیوار را در خشک کردن بخش داخلی محدود می‌کنند. همچنین این رویکرد مقدار عایق سازی داخلی را که می‌توان به مقدار اندکی اضافه کرد، محدود می‌کند. (مثلاً 6 R را می‌توان به یک دیوار ۴*2 R12 افزود.

## عایق کردن صوتی و حرارتی ساختمان‌ها
یکی از اهداف احداث ساختمان‌ها و به خصوص مسکن کنترل و تنظیم شرایط محیط زندگی درون ساختمان است که می‌بایستی از عوامل مختلف جوی ایمن بوده و شرایط آن یکنواخت و تنظیم شده و قابل کنترل باشد. به عبارت دیگر، یک ساختمان می‌بایستی علاوه بر سایر شرایط، در مقابل تبادل حرارتی و نفوذ گرما و سرما عایق باشد؛ که از آلودگی‌های موجود در هوا ورود و خروج هوا از آن جلوگیری شود و با توجه به شرایط جدید زندگی و آلودگی‌های صوتی، در مقابل این آلودگی‌ها نیز عایق و مقاوم باشد.
از نظر حرارتی، درجه حرارت مناسب هوای داخل ساختمان بین ۲۰ تا ۲۲ درجه سانتیگراد است، و از نظر سروصدا نبایستی صداهای بیشتر از ۴۰ دسی بل برای اتاق نشیمن و ۳۰ دسی بل برای اتاق خواب به داخل ساختمان نفوذ نماید. عایق‌های حرارتی و صوتی وجه اشتراک داشته و انواع آن عبارتند از پشم‌های معدنی به صورت فشرده، یونولیت، پلی اورتان.
اگر یک لایه از عایق پشم‌های معدنی به ضخامت ۵ سانتیمتر در درون دیوار به کرا برده شود. همان‌طور که ضریب انتقال حرارتی را به میزان قابل توجهی کاهش می‌دهد، نفوذ سر و صدا را نیز به میزان قابل محاسبه ای کاهش داده و ایجاد آرامش می‌نماید.
اضافه نمودن عایق در دیواره‌های ساختمان اثرات زیادی در جلوگیری از تبادل حرارتی و اتلاف انرژی، و همچنین کاهش نفوذ سروصدا خواهد داشت.
در هوای سرد و هنگامی که باید با سرعت ۳۳ کیلومتر در ساعت بوزد، اگر اطراف در ورودی یک ساختمان درزی برابر با ۳ میلی‌متر وجود داشته باشد، مقدار اتلاف انرژی برابر BTU240000 در ساعت خواهد بود؛ بنابراین باید گفت اولین اقدام برای جلوگیری از اتلاف انرژی در این ساختمان بستن این درز خواهد بود.
در ساختمانی که دارای پنجره‌های زیادی است (بیش از ۳۰درصد مساحت نما)، جلوگیری از اتلاف انرژی توسط تغییر در اجرای پنجره‌ها مفیدتر از تغییر در اجرای دیواره‌های بیرونی ساختمان است. برای مثال، در ساختمانی با حدود ۱۵۰ مترمربع زیربنا و با پنجره‌های بدون شیشه دوبل، مساحت کل پنجره‌های این ساختمان حدود ۲۵درصد مساحت دیوارها است.
به عبارت دیگر مساحت پنجره‌ها ۳۰ مترمربع در مقابل ۹۰ مترمربع سطح دیوار است و اتلاف حرارت از پنجره‌ها دوبرابر اتلاف انرژی از دیوارهای عادی بدون عایق است. در چنین شرایطی، جلوگیری از اتلاف انرژی توسط پنجره‌ها بیشتر از عایق بندی دیوارها اهمیت دارد، و اگر دیوارها عایق بندی شود و پنجره‌ها به همین حالت رها گردد، نتایج موردنظر از عایق بندی حرارتی دیوارها گرفته نخواهد شد.ref< مظفری، حسین (۱۳۸۲) روش‌های عایق کردن حرارتی مسکن، تهران، نشریه هنرهای زیبا، شماره ۱۴>

## جریان هوا و رطوبت در ساختمان
امروزه با وجود سیستم‌های مکانیکی بسیار خوب جهت تهویه در ساختمان شرایط درون ساختمان تحت تأثیر عبور هوا از دیوار بیرونی ساختمان است، و یکی از بزرگترین عوامل تخریب پوشش بیرونی ساختمان‌ها نفوذپذیری آن‌ها در مقابل هوا است، که این امر باعث بروز مشکلات زیر خواهد بود:
۱- اتلاف انرژی در زمستان و تابستان
۲- آلودگی هوای داخل ساختمان
۳- عملکرد نادرست وسایل کنترل سیستم تهویه
۴- یخ زدن لوله‌ها، زنگ زدگی، پوسیدگی و تخریب در اثر یخ زدن
۵- تخریب در گچ کاری، نقاشی و رنگ کلیه مصالحی که نسبت به رطوبت حساسیت دارند.
اینکه نفوذ هوا به داخل ساختمان تا کنون مورد توجه مهندسین معمار نبوده به دلیل آن است که نسبت به حجم هوایی که درعمل از دیوارهای خارجی ساختمان‌ها عبور می‌نماید آگاهی ندارند.
عبور هوا معمولاً از فضای دارای فشار بیشتر به فضای کم فشار است. در ساختمان‌ها مکانیسم‌های متعدد وجود دارد که فشار هوا را تغییر داده و باعث نفوذ هوا می‌شود. بعضی از این مکانیسم‌ها عبارتند از: فشار باد، ایجاد حالت دودکش و فشار مکانیکی.
فشار باد از دو قسمت تشکیل می‌شود، یکی فشار مثبت در جهت وزیدن باد (عمود بر ساختمان) و یکی فشار منفی در پشت یا در طرف پناه نسبت به باد. آنچه که بدان توجه نمی‌شود در واقع وجود مکش و مقدارزیادی فشار منفی در طرف پناه نسبت به ورزش باد است. این فشار منفی حالت مکش تولید کرده و مشابه نیرویی عمل می‌کند که بر بال‌های هواپیما وارد می‌شود و باعث پرواز می‌گردد، و در بعضی شرایط ممکن است چندین برابر فشار مثبت باد باشد.
در شرایط هوای سرد، هوای داخل ساختمان گرم شده و در نتیجه حجم آن زیاد می‌شود و مقداری از آن با فشار ایجاد شده از درزهای بازشو (درزهای موجود) در ارتفاع بالاتر ساختمان خارج می‌شود. هوای سنگین تر و سردتر از طریق درزهای موجود در قسمت پائین‌تر به داخل ساختمان نفوذ می‌نماید. این حرکت و عملکرد دودکشی است، و مشابه عملکرد بخاری‌ها است که دود از آن خارج می‌شود.
در ساختمان‌های بلند درهای ورودی بزرگترین منفذ برای حرکت هوای سنگین تر و سردتر در زمستان به داخل ساختمان است.
نکته مهم در مورد ایجاد اثر دودکشی قدرت سرایت و نفوذ آن است. این فشار در مقایسه با فشار باد خیلی مداوم و یکنواخت است. هر زمان که درجه حرارت داخل ساختمان با بیرون آن متفاوت باشد نفوذ هوا از خارج به داخل یا از داخل به خارج انجام می‌شود.
منبع دیگری که ایجاد فشار نموده و باعث عبور هوا از خارج به داخل یا از داخل به خارج می‌شود، تفاوت فشارهایی است که توسط فن‌ها و بادبزن‌ها ایجاد می‌گردد. اگر امکان خارج کردن هوا به وسیله هواکش و دودکش وجود داشته باشد، آن وقت فشار هوا در داخل ساختمان کم شده و هوای بیرون می‌خواهد با فشار وارد ساختمان شود. مهندسین مکانیک همیشه خواستار ایجاد فشار مثبت در داخل ساختمان هستند، تا بدین وسیله از ورود هوای خارج همراه با آلودگی‌ها جلوگیری نمایند. در چنین شرایطی، هوا از جداره ساختمان به بیرون نفوذ می‌نماید.
در یک اتاق ۳×۳×۳ متر که دارای دوپنجره است که ابعاد هرکدام از آن‌ها ۱۲۰×۱۰۰ سانتی‌متر است، عبور هوا از درزهای این پنجره‌ها باعث می‌شود که تقریباًکمی بیشتر از هر دو ساعت هوای اتاق عوض شود. به عبارت دیگر عبور هوا در حدود ۴/۰ لیتر در ثانیه است.
هوا از دیوارهای بلوک سیمانی و آجر که بدون نماسازی و نازک کاری باشد نیز عبور می‌نماید.
میزان عبور هوا از یک درز به عرض ۳ میلی‌متر و طول ۳۰ سانتی‌متر با فشاری معادل ۷۵ پاسکال در حدود ۱۰ لیتر در ثانیه و در طول ۲۴ ساعت عبور هوا معادل ۸۶۴مترمکعب خواهد بود. اگر رطوبت متوسط ۳۰درصد در نظر گرفته شود، این هوا حدود ۵کیلوگرم آب را از این شکاف عبور می‌دهد.ref< مظفری، حسین (۱۳۸۲) روش‌های عایق کردن حرارتی مسکن، تهران، نشریه هنرهای زیبا، شماره ۱۴>

## به کاربردن سد هوا-بخار
با وجودی که بندکشی و بتونه کاری و همچنین گچ کاری و سفیدکاری بر روی دیوارهای مصالح ساختمانی تا حدودی آن‌ها را در مقابل نفوذ هوا حفظ می‌نماید، اما چون در اثر خشک شدن مصالح ساختمانی، و در اثر انقباض و انبساط سازه و سایر مصالح ترک‌هایی در آن‌ها به وجود می‌آید، برای جلوگیری از عبور هوا و بخار و ایجاد یک عایق مطمئن برای عبور هوا و یک سد برای بخار ضرورت دارد از مصالحی استفاده شود که خود قابلیت انعطاف داشته و در اثر عوامل مختلف در آن‌ها ترک یا پارگی به وجود نیاید.
در هیچ شرایطی نباید انتظار داشت که فیلم پلی اتیلن بتواند به عنوان سد هوا عمل نماید.
عمر مفید آن نامعین است، و در مقابل فشار باد مقاومت ندارد. آن را نمی‌توان به اجزای سازه ساختمان چسباند و از بین اجزای سازه ای عبور داده و به اجزای دیگر چسباند.
در حال حاضر بهترین نتیجه از غشاهای قیر و گونی مانند، مثل ایزوگام به دست آمده است. این غشاها با فرمول‌هایی تهیه شده‌اند که می‌توان آن‌ها را روی دیوار حایل آجری یا بتنی، ورقه‌های گچی یا فلزی چسباند، در مورد ورقه‌های ایزوگام مانند که با حرارت و ذوب کردن می‌چسبانند آزمایش‌های زیادی انجام شده‌است. هر سطحی را می‌پوشاند و سد هوا را می‌نماید و بیشتر از آن در جاهایی که امکان حرکت وجود داشته باشد قابلیت انعطاف نشان می‌دهد.
از خصوصیات مهم دیگر این مواد آن است که هم‌زمان عایق‌های رطوبتی و عایق و سد بخار خوبی هستند.ref<مظفری، حسین (۱۳۸۲) روش‌های عایق کردن حرارتی مسکن، تهران، نشریه هنرهای زیبا، شماره ۱۴>

## شرایط اجرایی خوب برای سد هوا-بخار، و عایق حرارتی
۱- در جزییات جدار بیرونی ساختمان‌ها بایستی یک سطح هموار و ممتد برای نصب عایق سد هوا-بخار، احداث شود.
۲- سد هوا-بخار می‌بایستی از جنس دارای قابلیت انعطاف استفاده شود و به‌طور ممتد و یکنواخت اجرا گردد.
۳- در جاهایی که امکان تغییر شکل سازه وجود دارد مقداری از عایق سد هوا-بخار به اندازه تغییر شکل اضافه در نظر گرفته شود تا در اثر حرکت سازه این سد و عایق قطع نگردد.
۴- عایق حرارتی بایستی کاملاً به سد هوا-بخار چسبیده باشد، تا هوا به فاصله بین آن‌ها نفوذ ننماید، و سد هوا-بخار همیشه گرم نگه داشته شده و از تعرق در داخل عایق حرارتی جلوگیری گردد.
۵- چون از نماسازی‌های جلوگیری این عایق‌های حرارتی آب باران عبور می‌نماید، بهتر است برای خارج شدن این آب فاصله بین نماسازی و عایق حرارتی وجود داشته باشد.
در جزئیات زیر استفاده از عایق سد هوا-بخار، و عایق حرارتی در قسمت‌های مختلف دیوار بیرونی ساختمان نشان داده شده، که بایستی هر دو حالت ممتد را داشته و از شالوده تا روی بام ساختمان کشیده شده باشد.
بدیهی است هر کجا این عایق‌ها قطع گردد، نقطه ضعف برای ساختمان به وجود می‌آید و در اقلیم‌های سرد و خشک در همان نقطه تعریق، یخ زدگی و تبادل حرارتی وجود خواهد داشت و مصالح ساختمانی را تخریب خواهد نمود.ref<مظفری، حسین (۱۳۸۲) روش‌های عایق کردن حرارتی مسکن، تهران، نشریه هنرهای زیبا، شماره ۱۴>

## هزینه‌ها و منافع
در ساخت و ساز جدید، هزینهٔ عایق کاری بهینه و چارچوب بندی دیوار را می‌توان با عدم لزوم ایجاد سیستم گرمایش مرکزی تخصیص یافته، تعدیل کرد. در منازلی که دارای تعداد زیادی اتاق با بیش از یک طبقه است، تهویهٔ هوا یا گرمایش مرکزی بسیار بزرگ معمولاً توجیه می‌شود یا لازم است تا اطمینان از هوای گرم یکنواخت به‌طور کافی حاصل شود. کوره‌های کوچک زیاد گران‌قیمت نیستند و بعضی از شبکه‌های داکت در همهٔ اتاق‌ها تقریباً همیشه لازم است تا تهویهٔ هوا را در هر شرایطی فراهم نماید. زیرا اوج تقاضا و مصرف انرژی سالانه کم است، سیستم‌های گرمایش مرکزی جدید و گران‌قیمت معمولاً مورد نیاز نیست. از همین رو حتی بخاری‌های برقی را می‌توان مورد استفاده قرار داد. بخاری‌های برقی عموماً فقط در سردترین شب‌های زمستان که تقاضای برق اندک است مصرف می‌شود. شکل‌های دیگر بخاری پشتیبان که به‌طور گسترده‌ای استفاده می‌شود، مانند شومینه‌های چوب سوز، بویلرهای گاز طبیعی و حتی کوره‌ها. هزینهٔ مقاوم‌سازی و تقویت با عایق سازی بهینه می‌تواند برای متوازن کردن هزینهٔ آیندهٔ سوخت گرمایشی نیاز باشد (که می‌توان انتظار داشت سال به سال با توجه به مشکلات تأمین سوخت، بلایای طبیعی یا رویدادهای مربوط به جغرافیای سیاسی نوسان داشته باشد) و نیز آرزوی کاهش آلودگی در گرمایش یک ساختمان یا طلب فراهم کردن آسایش گرمایی مورد انتظار باشد. یک منزل با عایق کاری بهینه در صورت قطع طولانی برق در فصول سرد مدت خیلی بیشتری طول می‌کشد تا سرد شود، مثلاً پس از طوفان یخ شدید که خطوط انتقال برق صدمه می‌بینند، زیرا اتلاف گرما بسیار کمتر از ساختمان‌های عادی است اما ظرفیت ذخیرهٔ گرمایی مصالح ساختمانی و محتویات آن یکی است. آب و هوای نامساعد ممکن است مانع از تلاش برای ذخیره کردن برق شود که منجر به قطع برق به طول یک هفته یا بیشتر می‌شود. در هنگام محرومیت از تأمین مداوم برق (اعم از گرمایشی به‌طور مستقیم یا برای بکار اندازی کوره‌های گازی)، منازل عادی در فصول سرد با سرعت بیشتری سرد می‌شوند و ممکن است خطر بزرگتری برای انجماد لوله‌های آب باشد. ساکنانی که از روش‌های گرمایشی مکمل بدون توجه مناسب در این فصول یا هر زمان دیگری بهره می‌برند، ممکن است خود را در معرض خطر آتش‌سوزی یا مسمومیت با گاز مونواکسید کربن قرار دهند.